# Sarajevo film factory
Sarajevo film factory  ou film.factory est une école doctorale expérimentale internationale de cinéma créée en 2013 par Béla Tarr. Basée à Sarajevo, le projet prend fin en 2017.

## Description
En février 2013, le département de sciences et technologie de l'Université de Sarajevo ouvre la première session de la film.factory. Il s'agit d'un cursus doctoral de trois ans mis en place par le cinéaste hongrois Béla Tarr au sein de la Sarajevo Film Academy, avec l'intervention de nombreux cinéastes indépendants du monde entier.  
Le programme comprend trois activités principales. La première consiste en des travaux pratiques sous formes d'ateliers. La deuxième est constituée de semaines intensives avec un ou deux cinéastes du monde entier. La troisième activité consiste en la réalisation de courts et un long métrage. Le critique Jonathan Rosenbaum partage l'expérience de sa participation à la film.factory. Les premiers étudiants sortent diplômés en 2016. Ils sont sept et fondent le collectif BISTRIK7 afin de continuer à travailler ensemble. Le projet de film factory prend fin en 2017. 

## Personnel enseignant
- Béla Tarr, cinéaste hongrois
- Fridrik Thor Fridriksson, réalisateur islandais
- Jean-Michel Frodon, historien du cinéma
- Jonathan Romney,
- Thierry Garrel,
- Ulrich Gregor,
- Tilda Swinton, productrice britannique
- Gus Van Sant, cinéaste américain
- Jonathan Rosenbaum, critique de cinéma
- Manuel Grosso,
- Carlos Reygadas, cinéaste méxicain
- Aki Kaurismaki, réalisateur finlandais
- Andras Renyi,
- Fred Kelemen,
- Kirill Razlogov,
- Jytte Jensen,
- Jim Jarmush, réalisateur américain
- Atom Egoyan, réalisateur canadien
- Apichatpong Weerasethakul, réalisateur thaïlandais

## Élèves
- Aleksandra Niemczyk
- André Gil Mata, Portugal
- Anton Petersen, Islande
- Bianca Lucas, Suisse
- Emma Rozanski, Australie
- Fernando Nogari,
- Ghazi Alqudcy, Singapour
- Gonzalo Escobar Mora,
- Graeme Cole, Grande-Bretagne
- Gustavo Vega, Mexique
- Kaori Oda, Japon
- Keja Ho, USA/France
- Levan Lomjaria, Géorgie
- Manel Raga Raga,
- Marta Hernaiz Pidal, Mexique
- Namsuk Kim
- Patrick Marshall
- Pilar Palomero, Espagne
- Stefan Malešević, Serbie